# Seneffe
Seneffelà một đô thị ở tỉnh Hainaut. Tại thời điểm ngày 1 tháng 1 năm 2006 Seneffe có dân số 10.743 người. Tổng diện tích là 62.77 km² với mật độ dân số là 171 người trên mỗi km².
Lâu đài Seneffe, nay là một viện bảo tàng thuộc về cộng đồng Pháp ở Bỉ, tọa lạc ở đô thị này.